# Elektromagnetische debietmeter
Een elektromagnetische debietmeter is een debietmeter die de volumehoeveelheid geleidende vloeistof meet die per tijdseenheid door de meter stroomt. Deze debietmeter heeft een 100% doorlaat. Na de mechanische debietmeters voor water is de elektromagnetische debietmeter, soms "mag meter", "electromag" of IDM genoemd, de meest gebruikte debietmeter voor geleidende vloeistoffen.

## Principe

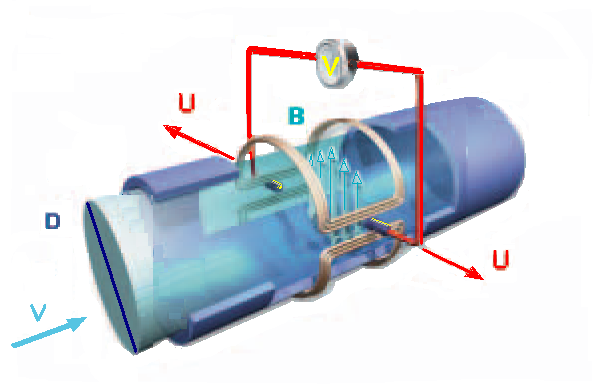
Meetprincipe

Een  magnetisch veld wordt geïnduceerd in de meetbuis. Volgens de wet van Faraday wekt een geleider die zich in een magnetisch veld bevindt een elektrische spanning op evenredig met zijn snelheid. Het fysische meetprincipe is Faradays wet van elektromagnetische inductie. De magnetische debietmeter kan alleen gebruikt worden voor geleidende vloeistoffen, bijvoorbeeld water, melk of bier. De elektrische spanning in de orde van microvolt wordt gemeten in een geïsoleerde inox buis. De isolatie of bekleding is teflon of rubber.
Een millivoltspanning wordt geïnduceerd tussen de twee elektroden volgens de wet van Faraday. Deze spanning wordt gemeten en is een maat voor de snelheid van de vloeistof. Bij bekende diameter is dan het volumetrisch debiet te berekenen en daarmee twee uitgangssignalen. De uitgang is zowel een ogenblikkelijk debiet (liter/minuut) uitgestuurd in 4-20 mA of een geïntegreerd debiet in liters, bijvoorbeeld 1 puls per liter uitgestuurd in PNP open collector.
{\displaystyle U_{\mathrm {ind} }=-B\cdot l\cdot v}
Waarin
− de min een filosofische min is: de elektriciteit is altijd tegendraads, zij werkt altijd haar ontstaan tegen (wet van Lenz).
Uind de geïnduceerde spanning is, uitgedrukt in volt
B het magnetisch veld is, in tesla
l de lengte van de geleider is, in meter
v de snelheid van de vloeistof in meter per seconde